# إيغور تشيرنيشوف
إيغور تشيرنيشوف (بالروسية: Чернышов, Игорь Александрович)‏ هو لاعب كرة قدم روسي في مركز الدفاع، ولد في 26 يونيو 1984 في Chernsky District ‏ في روسيا. لعب مع أورالان إليستا وتوربيدو موسكو وسبارتاك نالتشيك ونادي روستوف أون دون ونادي روستوف.

## وصلات خارجية
- إيغور تشيرنيشوف على موقع قاعدة بيانات كرة القدم.إي يو (الإنجليزية)
- إيغور تشيرنيشوف على موقع Soccerway.com (الإنجليزية)